# Distrikt Inahuaya
Der Distrikt Inahuaya liegt in der Provinz Ucayali in der Region Loreto in Nordost-Peru. Der Distrikt wurde am 16. Februar 1962 gegründet. Er besitzt eine Fläche von 630 km². Beim Zensus 2017 wurden 1788 Einwohner gezählt. Im Jahr 1993 lag die Einwohnerzahl 1433, im Jahr 2007 bei 2143. Sitz der Distriktverwaltung ist die 131 m hoch am Westufer des Río Ucayali gelegene Ortschaft Inahuaya mit 1046 Einwohnern (Stand 2017). Inahuaya liegt 38 km westnordwestlich der Provinzhauptstadt Contamana.

## Geographische Lage
Der Distrikt Inahuaya liegt im peruanischen Teil des Amazonasbeckens im zentralen Norden der Provinz Ucayali. Der Distrikt hat eine Längsausdehnung in Ost-West-Richtung von 40 km sowie eine maximale Breite von knapp 25 km. Er liegt am Westufer des Río Ucayali und reicht im Westen bis an den Fuß der Cordillera Azul. 
Der Distrikt Inahuaya grenzt im Süden an den Distrikt Pampa Hermosa sowie im Norden an den Distrikt Vargas Guerra.